# Степановка (Горшеченский район)
Степановка — деревня в Горшеченском районе Курской области России. Входит в состав Знаменского сельсовета.

## География
Деревня находится в восточной части Курской области, в лесостепной зоне, в пределах юго-западной части Среднерусской возвышенности, на правом берегу реки Боровки, на расстоянии примерно 12 километров (по прямой) к юго-западу от посёлка городского типа Горшечное, административного центра района. Абсолютная высота — 169 метров над уровнем моря.
Часовой пояс
Деревня Степановка, как и вся Курская область, находится в часовой зоне МСК (московское время). Смещение применяемого времени относительно UTC составляет +3:00.

## Население
| 2002 | 2010 |
| ---- | ---- |
| 13   | ↘5   |

Гендерный состав
По данным Всероссийской переписи населения 2010 года в гендерной структуре населения мужчины составляли 20 %, женщины — соответственно 80 %.
Национальный состав
Согласно результатам переписи 2002 года, в национальной структуре населения русские составляли 100 % из 13 чел.

## Улицы
Уличная сеть деревни состоит из одной улицы (ул. Сторожевая).